# Birdemic
Birdemic: Shock and Terror, ookwel bekend als Birdemic, is een Amerikaanse film uit 2010. De film kreeg een cultstatus door zijn slechte kwaliteit en wordt regelmatig gezien als een van de slechtste films ooit gemaakt. In 2013 werd een vervolgfilm uitgebracht genaamd Birdemic 2: The Resurrection.

## Plot
Rod en Nathalie worden aangevallen door ontploffende vogels.